# Lista de prefeitos de Monte Santo
Esta é a lista de prefeitos do município de Monte Santo, estado brasileiro da Bahia.
| Nº | Nome                                                                | Imagem                                       | Partido                           | Início do mandato       | Fim do mandato                          | Observações                           |
| 1  | Laurentino Tolentino da Silva                                       |                                              | União Democrática Nacional UDN    | 31 de janeiro de 1951   | 30 de janeiro de 1955                   | Prefeito eleito em sufrágio universal |
| 2  | Péricles Cordeiro Amador Pinto (Monte Santo, 09.06.1927–01.11.2013) |                                              | União Democrática Nacional UDN    | 31 de janeiro de 1955   | 30 de janeiro de 1959                   | Prefeito eleito em sufrágio universal |
| 3  | Laurentino Tolentino da Silva                                       |                                              | União Democrática Nacional UDN    | 31 de janeiro de 1959   | 30 de janeiro de 1963                   | Prefeito eleito em sufrágio universal |
| 4  | Agenor de Carvalho Caldas                                           |                                              | Partido Social Democrático PSD    | 31 de janeiro de 1963   | 30 de janeiro de 1967                   | Prefeito eleito em sufrágio universal |
| 6  | Rogaciano Cordeiro de Andrade Pinto                                 |                                              | Aliança Renovadora Nacional ARENA | 31 de janeiro de 1971   | 30 de janeiro de 1973                   | Prefeito eleito em sufrágio universal |
| 7  | Nicolau Tolentino de Carvalho                                       |                                              | Aliança Renovadora Nacional ARENA | 31 de janeiro de 1973   | 31 de janeiro de 1977                   | Prefeito eleito em sufrágio universal |
| 8  | Antônio Cordeiro de Andrade                                         |                                              | Aliança Renovadora Nacional ARENA | 1º de fevereiro de 1977 | 31 de janeiro de 1983                   | Prefeito eleito em sufrágio universal |
| 9  | Ariston Correia Andrade (Monte Santo, 09.11.1942–)                  |                                              | Partido Democrático Social PDS    | 1º de fevereiro de 1983 | 31 de dezembro de 1988                  | Prefeito eleito em sufrágio universal |
| 10 | Antônio Raimundo de Matos (Monte Santo, 13.06.1951–20.01.2010)      |                                              | Partido da Frente Liberal PFL     | 1º de janeiro de 1989   | 31 de dezembro de 1992                  | Prefeito eleito em sufrágio universal |
| 11 | Ariston Correia Andrade (Monte Santo, 09.11.1942–)                  |                                              | Partido da Frente Liberal PFL     | 1º de janeiro de 1993   | 31 de dezembro de 1996                  | Prefeito eleito em sufrágio universal |
| 12 | Jorge José de Andrade (Monte Santo, 23.04.1952–)                    |                                              | Partido da Frente Liberal PFL     | 1º de janeiro de 1997   | 31 de dezembro de 2000                  | Prefeito eleito em sufrágio universal |
| 12 | Jorge José de Andrade (Monte Santo, 23.04.1952–)                    | Partido Progressista PP                      | 1º de janeiro de 2001             | 31 de dezembro de 2004  | Prefeito reeleito em sufrágio universal |                                       |
| 13 | Everaldo Joel de Araújo (Monte Santo, 13.01.1954–)                  |                                              | Partido Social Cristão PSC        | 1º de janeiro de 2005   | 31 de dezembro de 2008                  | Prefeito eleito em sufrágio universal |
| 13 | Everaldo Joel de Araújo (Monte Santo, 13.01.1954–)                  | Partido da Social Democracia Brasileira PSDB | 1º de janeiro de 2009             | 31 de dezembro de 2012  | Prefeito reeleito em sufrágio universal |                                       |
| 14 | Jorge José de Andrade (Monte Santo, 23.04.1952–)                    |                                              | Partido Progressista PP           | 1º de janeiro de 2013   | 31 de dezembro de 2016                  | Prefeito eleito em sufrágio universal |
| 15 | Edivan Fernandes de Almeida (Monte Santo, 16.06.1955–)              |                                              | Partido Social Cristão PSC        | 1º de janeiro de 2017   | 31 de dezembro de 2020                  | Prefeito eleito em sufrágio universal |
| 16 | Silvânia Silva Matos (Monte Santo, 03.09.1972–)                     |                                              | Partido Socialista Brasileiro PSB | 1º de janeiro de 2021   | 1 de janeiro de 2025                    | Prefeita eleita em sufrágio universal |
| 16 | Silvânia Silva Matos (Monte Santo, 03.09.1972–)                     | 1 de janeiro de 2025                         | Partido Socialista Brasileiro PSB | Atualidade              | Prefeita reeleita em sufrágio universal |                                       |